# Jonah Lotan
Yair „Jonah“ Lotan (hebräisch יאיר לוטן; * 3. Juli 1973 in Jerusalem) ist ein israelischer Schauspieler.

## Leben
Lotan wuchs in Jerusalem und im US-Bundesstaat New York auf, wo seine Eltern, ein Psychologe und eine Ärztin, studierten. Seinen dreijährigen Militärdienst bei den Fallschirmjägern der Israelischen Streitkräfte leistete er in den 1990er Jahren.
Mit Anfang 20 modelte Lotan und moderierte im Kinderfernsehen. Er studierte an der Universität Tel Aviv, spielte in einer Telenovela und zog dann nach London, um an der London Academy of Music and Dramatic Art seinen Master zu machen. In dieser Zeit arbeitete er als Kellner und Hebräisch-Lehrer und schrieb für israelische Zeitungen. Seinen Durchbruch in den USA hatte er mit einer Nebenrolle in der 5. Staffel der Kriminal-Fernsehserie 24. Sein Schaffen seit 1997 umfasst mehr als 20 Film- und Fernsehproduktionen, wobei sein Schwerpunkt auf letzteren liegt.
Lotan lebt in Los Angeles und war von 2008 bis 2011 mit der britischen Schauspielerin Kelly Reilly verlobt.

## Filmografie (Auswahl)
- 2001: Swimming Pool – Der Tod feiert mit
- 2002: Relic Hunter – Die Schatzjägerin (Relic Hunter, Fernsehserie, 1 Folge)
- 2005: Der Tiger und der Schnee (La tigre e la neve)
- 2005: The Jacket
- 2005–2009: CSI: NY (Fernsehserie, 4 Folgen)
- 2006: 24 (Fernsehserie, 6 Folgen)
- 2006: Eine Nacht mit dem König (One Night with the King)
- 2008: Generation Kill (Fernsehserie, 7 Folgen)
- 2012: Homeland (Fernsehserie, 2 Folgen)
- 2013–2016: Die Geiseln (בני ערובה, Fernsehserie, 22 Folgen)